# Ủy ban Chính trị Pháp luật Trung ương Đảng Cộng sản Trung Quốc
Ủy ban Chính trị Pháp luật Trung ương Đảng Cộng sản Trung Quốc (giản thể: 中共中央政法委员会; phồn thể: 中共中央政法委員會; bính âm: Zhōnggòng Zhōngyāng Zhèngfǎ Wěiyuánhuì) gọi tắt là Ủy ban Chính Pháp Trung ương là cơ quan trực thuộc Ủy ban Trung ương Đảng Cộng sản Trung Quốc với nhiệm vụ về các vấn đề chính trị và pháp luật. Thực tế cơ quan giám sát toàn bộ các cơ quan thực thi pháp luật, gồm cả lực lượng cảnh sát, trở thành cơ quan có quyền lực.
Tất cả Đảng ủy các cấp Thành phố Trung ương, Tỉnh, khu tự trị, thành phố đều lập cơ quan Chính Pháp tương ứng.
Đứng đầu Ủy ban là Bí thư Ủy ban thường là Ủy viên Bộ Chính trị. Bí thư hiện tại là Trần Văn Thanh.

## Lịch sử
- Sau khi thành lập Cộng hòa Nhân dân Trung Hoa, Ủy ban Trung ương khóa 7 Đảng Cộng sản Trung Quốc quyết định thành lập "Ủy ban Pháp chế Trung ương". Chủ nhiệm là Trần Thiệu Vu, Tạ Giác Tai.
- Năm 1958, Ủy ban Trung ương khóa 8 Đảng Cộng sản Trung Quốc quyết định thành lập "Tiểu ban lãnh đạo Chính pháp Trung ương", Trưởng ban thứ nhất Bành Chân.
- Trong thời kỳ Cách mạng Văn hóa, Tiểu ban bị xóa bỏ, công tác phụ trách do Khang Sinh lãnh đạo. Sau khi Khang Sinh bị bệnh mất, Uông Đông Hưng tiếp quản lãnh đạo.
- 24/1/1980, Ủy ban Trung ương Đảng đưa ra "thông báo về việc thành lập Ủy ban Chính pháp Trung ương", tháng 3 năm đó quyết định thành lập, do Bành Chân đảm nhiệm tái thiết Ủy ban, đồng thời là Bí thư thứ nhất.
- Năm 1982, "Thông báo Chỉ thị tăng cường công tác của Ủy ban Chính Pháp Trung ương", tăng cường quyền lực của Ủy ban Chính pháp lên một bậc.
- Năm 1988 Nhà nước tiến hành cải tổ. Ngày 19/5 quyết định xóa bỏ "Ủy ban Chính trị Pháp luật Trung ương Đảng", thành lập "Tiểu ban Chính pháp Trung ương". Nhưng phần lớn các cơ quan Ủy ban Chính Pháp cấp dưới chưa kịp xóa bỏ.
- Tháng 3 năm 1990, quyết định thành lập "Ủy ban Chính Pháp Trung ương", tăng cường hoàn thiện Ủy ban Chính Pháp Trung ương và dưới các cấp Đảng ủy.
- Tháng 2 năm 1991, Đảng ủy tại Tỉnh, Địa, huyện thành lập "Ủy ban Quản lý Toàn diện An sinh Xã hội", trực thuộc Văn phòng Ủy ban Chính pháp.
- Tháng 7 năm 1999, Đảng Cộng sản Trung Quốc ra quyết định đàn áp Pháp Luân Công, thành lập cơ quan 610. Ủy ban Chính Pháp và phòng 610 hợp tác chung. Đồng thời Văn phòng Tiểu ban lãnh đạo công tác Duy trì ổn định cùng với Ủy ban Chính Pháp hợp tác chung.

## Lãnh đạo hiện nay
Bí thư
- Trần Văn Thanh: Ủy viên Bộ Chính trị, Bí thư Ban Bí thư Trung ương, Bí thư Ủy ban Chính trị Pháp luật Trung ương.

Phó Bí thư
- Tổng Cảnh giám Vương Tiểu Hồng: Ủy viên Trung ương Đảng, Ủy viên Quốc vụ, Bí thư Đảng ủy Bộ Công an, Bộ trưởng Bộ Công an

Ủy viên (8)
1. Chu Cường: Ủy viên Trung ương Đảng, Chánh án Tòa án Nhân dân Tối cao
2. Trương Quân: Ủy viên Trung ương Đảng, Viện trưởng Viện Kiểm sát Nhân dân Tối cao
3. Vương Nhân Hoa: Ủy viên Trung ương Đảng, Tổng Thư ký Ủy ban Chính trị Pháp luật Trung ương, hàm Bộ trưởng
4. Trần Nhất Tân: Ủy viên Trung ương Đảng, Bộ trưởng Bộ An ninh Quốc gia
5. Trần Huấn Thu: Phó Tổng Thư ký Ủy ban Chính trị Pháp luật Trung ương, hàm Bộ trưởng
6. Phó Chính Hoa: Ủy viên Trung ương Đảng, Bộ trưởng Bộ Tư pháp
7. Thượng tướng Cảnh sát Vũ trang Vương Ninh: Ủy viên Trung ương Đảng, Tư lệnh Lực lượng Cảnh sát Vũ trang Nhân dân Trung Quốc
8. Trung tướng Tống Đan: Ủy viên Trung ương Đảng, Bí thư Ủy ban Chính trị Pháp luật Quân ủy Trung ương.

Tổng Thư ký
- Trần Nhất Tân: Tổng Thư ký kiêm Ủy viên Ủy ban Chính trị Pháp luật Trung ương.

## Lãnh đạo các thời kỳ

### Tiểu ban Chính Pháp Trung ương
1. Bành Chân 6/1958-5/1959
2. La Thụy Khanh 5/1959-12/1960
3. Kỷ Đăng Khuê 6/1978-1/1980

### Thời kỳ Cách mạng Văn hóa
1. Khang Sinh 5/1966-12/1975
2. Uông Đông Hưng 12/1975-6/1978

### Thời kỳ cải cách khai phóng
| Nhiệm kỳ thứ | Tên             | Từ         | Đến        | Chức vụ khác                                                                                            | Lãnh đạo Đảng                                 |
| ------------ | --------------- | ---------- | ---------- | --- | --------------------------------------------- |
| 1            | Bành Chân       | 1980       | 1982       | Ủy viên Bộ Chính trị, Phó Ủy viên trưởng Nhân Đại Toàn quốc                                             | Hoa Quốc Phong (Chủ tịch Đảng)                |
| 2            | Trần Phi Hiển   | 1982       | 1985       | Bí thư Ban Bí thư Trung ương, Phó Ủy viên trưởng Nhân Đại Toàn quốc                                     | Hồ Diệu Bang (Chủ tịch Đảng→ Tổng Bí thư)     |
| 3            | Kiều Thạch      | 1985       | 1992       | Ủy viên Thường vụ Bộ Chính trị, Bí thư Ban Bí thư Trung ương, Bí thư Ủy ban Kiểm tra Kỷ luật Trung ương | Hồ Diệu Bang, Triệu Tử Dương, Giang Trạch Dân |
| 4            | Nhậm Kiến Tân   | 1992       | 1998       | Bí thư Ban Bí thư Trung ương, Chánh án Tòa án Nhân dân Tối cao                                          | Giang Trạch Dân                               |
| 5            | La Cán          | 1998       | 2007       | Ủy viên Thường vụ Bộ Chính trị, Bí thư Ban Bí thư Trung ương, Ủy viên Quốc vụ                           | Giang Trạch Dân, Hồ Cẩm Đào                   |
| 6            | Chu Vĩnh Khang  | 2007       | 11/2012    | Ủy viên Thường vụ Bộ Chính trị, Chủ nhiệm Ủy ban Trị lý Trung ương                                      | Hồ Cẩm Đào                                    |
| 7            | Mạnh Kiến Trụ   | 11/2012    | 31/10/2017 | Ủy viên Bộ Chính trị, Chủ nhiệm Ủy ban Trị lý Trung ương                                                | Tập Cận Bình                                  |
| 8            | Quách Thanh Côn | 31/10/2017 | nay        | Ủy viên Bộ Chính trị, Bí thư Ban Bí thư Trung ương                                                      | Tập Cận Bình                                  |